# Niedźwiedź (Podzamcze)
Niedźwiedź – skała w miejscowości Podzamcze w województwie śląskim, w powiecie zawierciańskim, w gminie Ogrodzieniec. Znajduje się w zewnętrznych murach Zamku Ogrodzieniec, w narożniku jego południowo-zachodniego przedzamcza. Są tutaj 3 skały: Niedźwiedź oraz Lalka i Sfinks. Te dwie ostatnie skały zwane są także Dwiema Siostrami, znajdują się bowiem obok siebie i mają wspólną podstawę.
Niedźwiedź znajduje się na terenie otwartym. Zbudowany jest z wapieni, ma postać słupa, wysokość 12–15 m, ściany połogie, pionowe lub przewieszone z filarem i zacięciem.

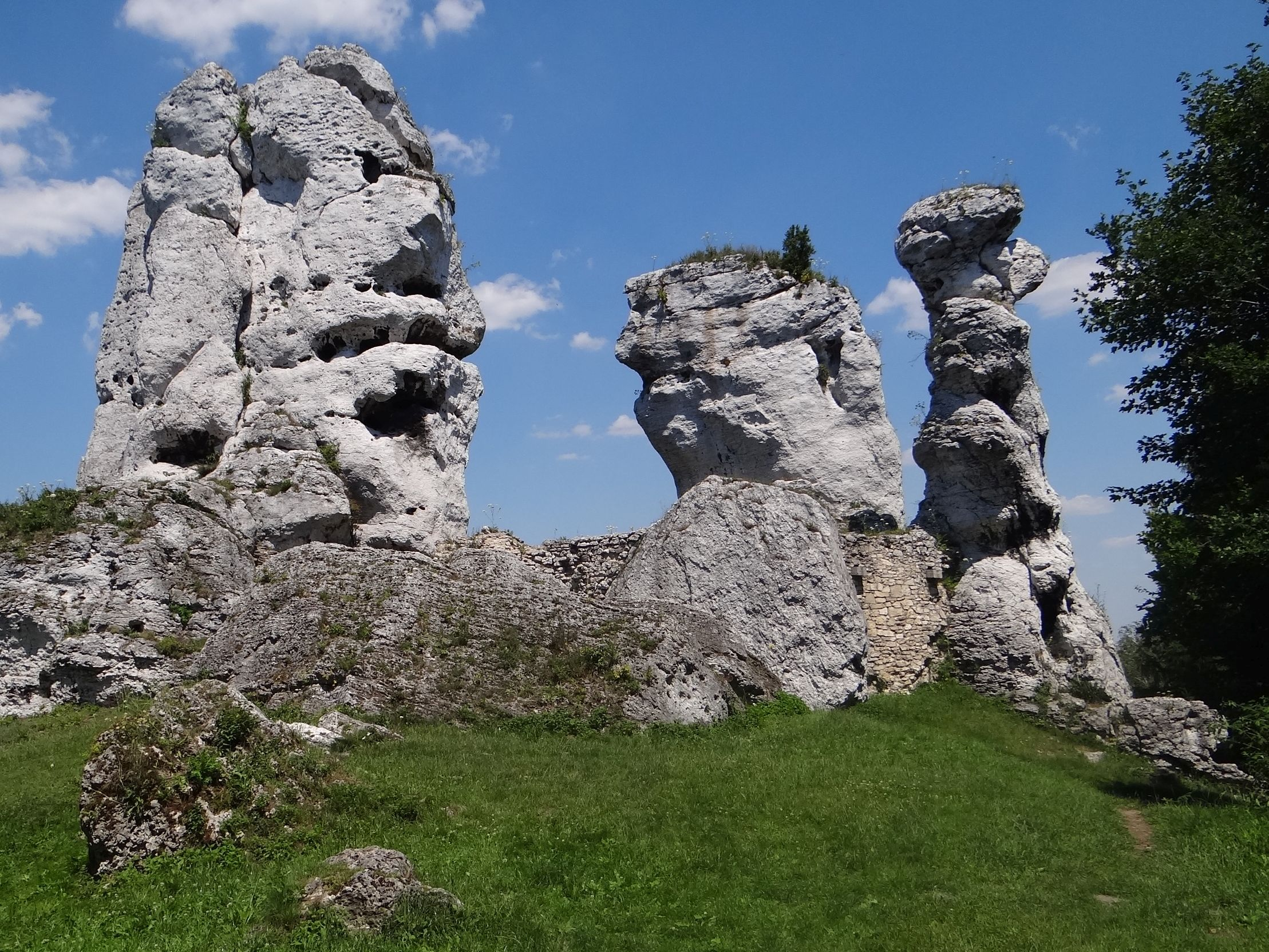
Od lewej: Niedźwiedź, Sfinks i Lalka
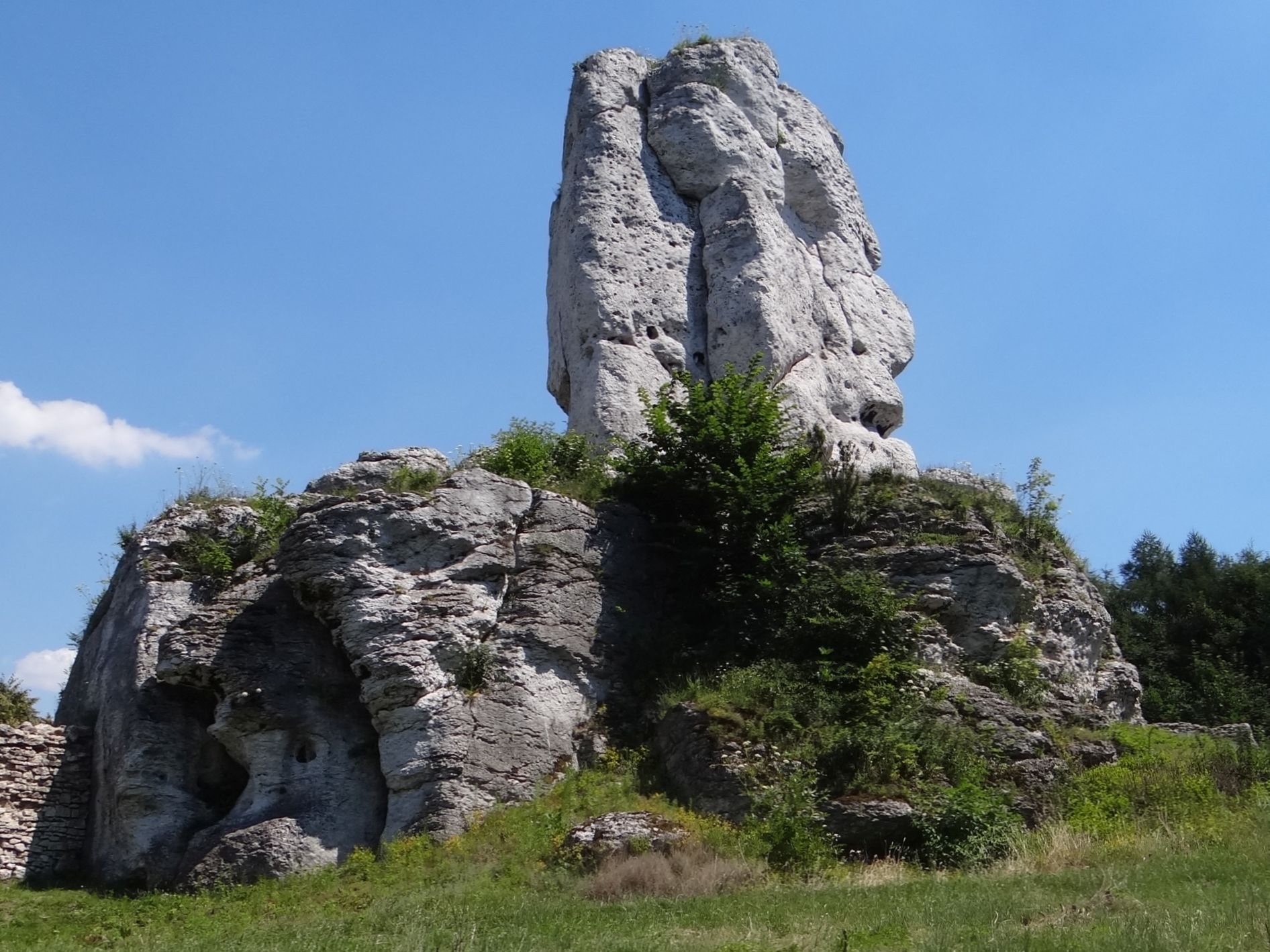
Niedźwiedź od północnego zachodu
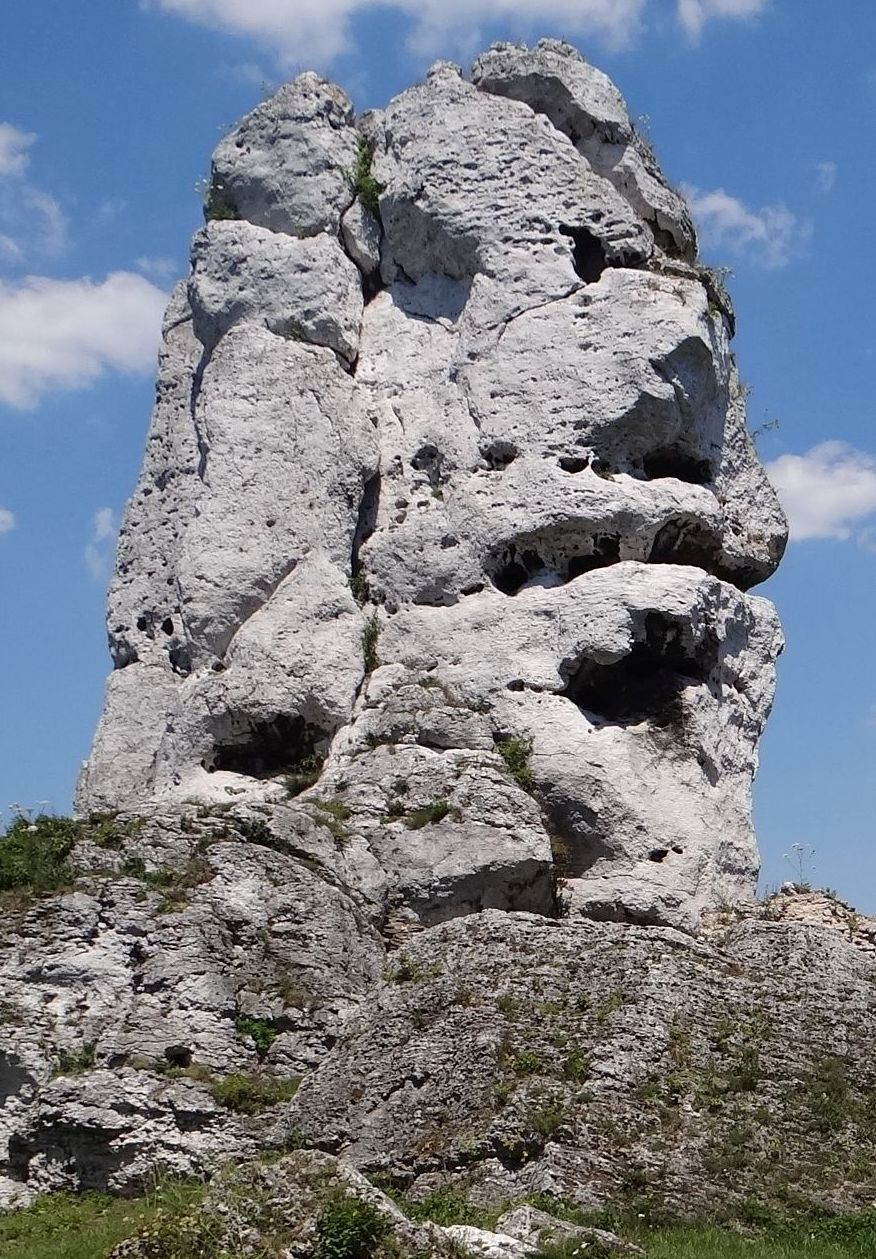
Niedźwiedź od południa
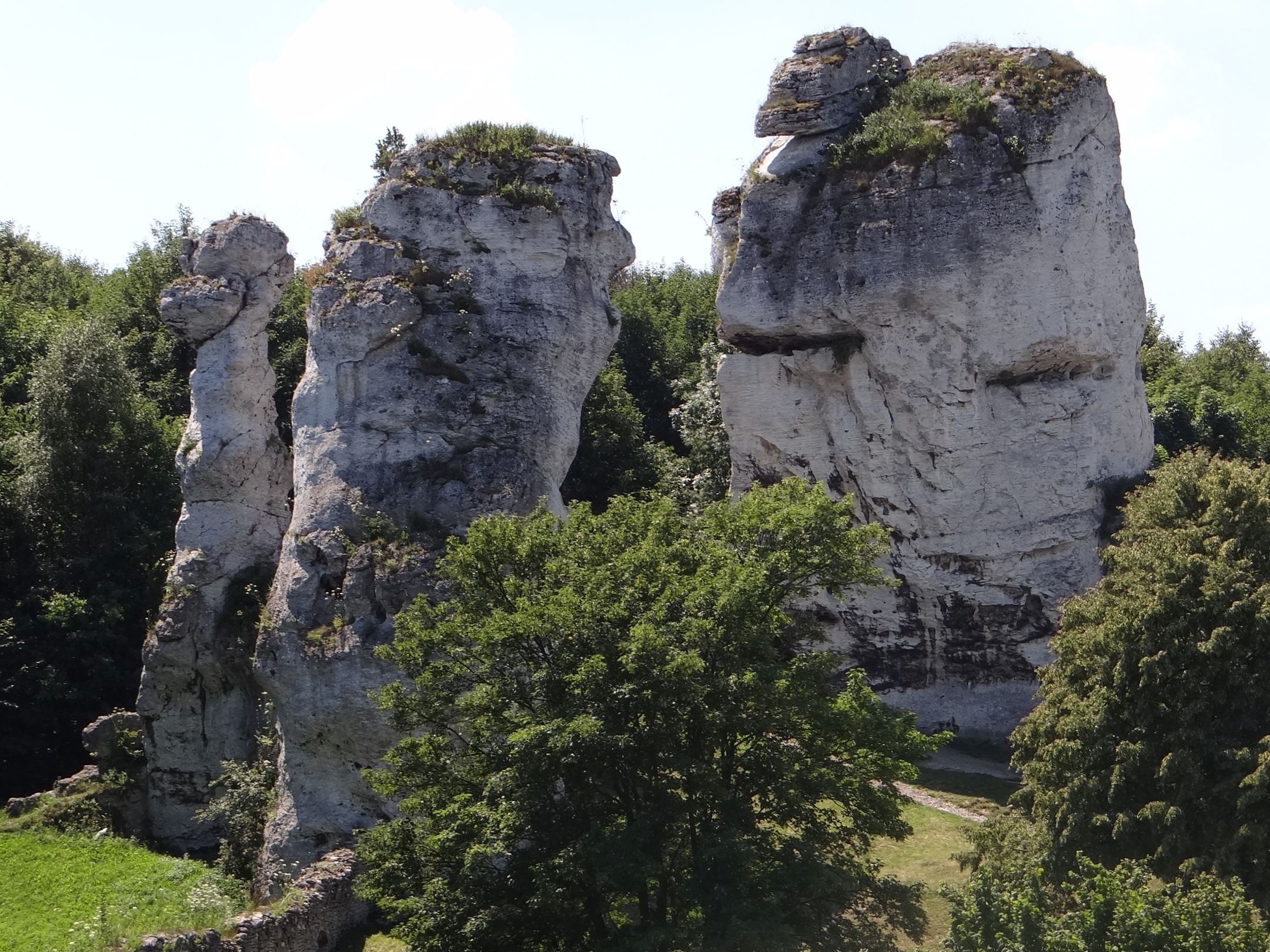
Niedźwiedź i Dwie Siostry od północnego wschodu
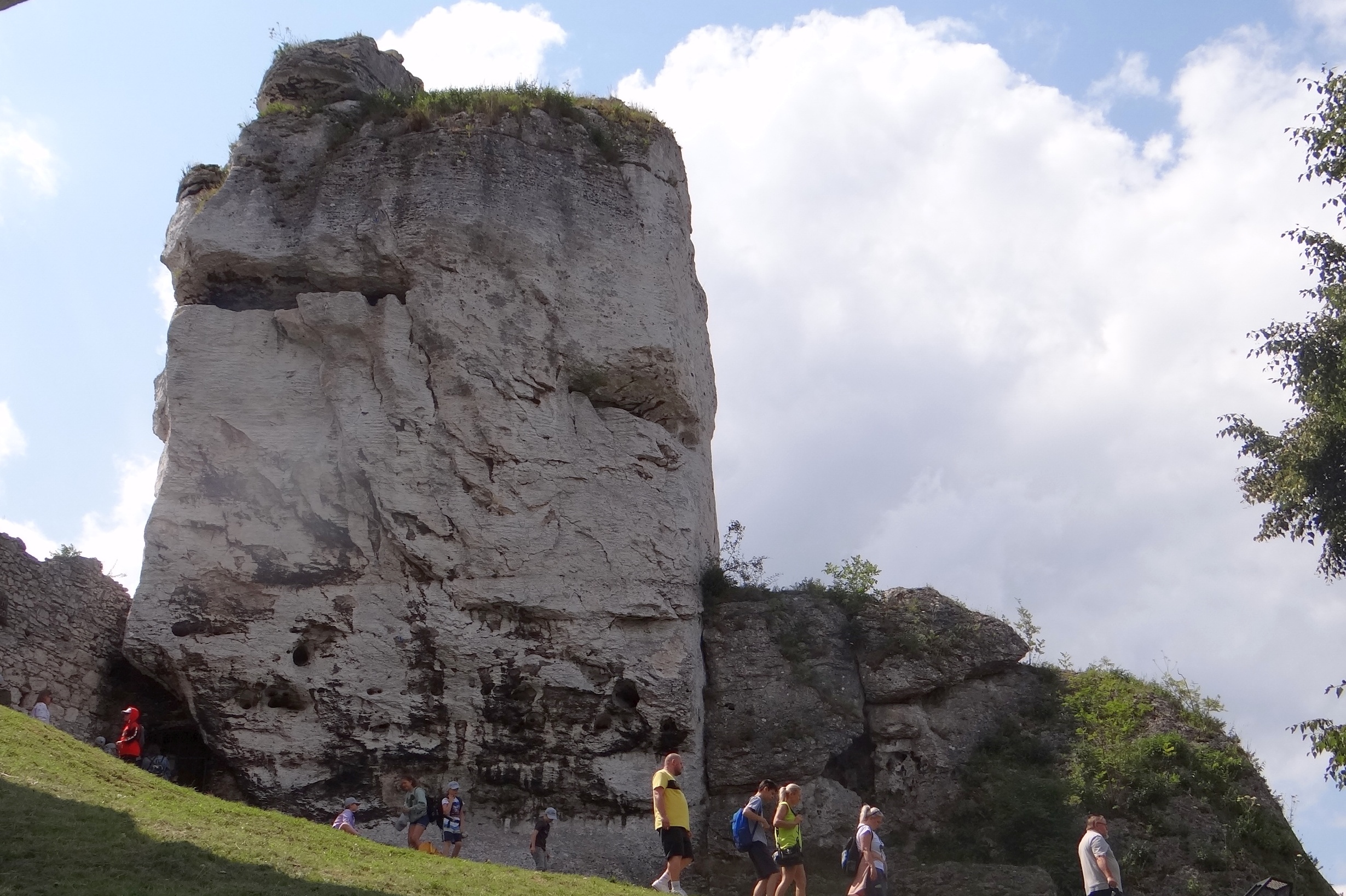
Niedźwiedź od północy

## Drogi wspinaczkowe
Wśród wspinaczy skalnych Niedźwiedź cieszy się dużą popularnością. Jest na nim 12 dróg wspinaczkowych o trudności od V do VI.2 w skali Kurtyki. Mają wystawę zachodnią, południową i południowo-zachodnią. Na większości dróg zamontowano stałe punkty asekuracyjne: ringi (r) i stanowiska zjazdowe (st).
Niedźwiedź
1. Piękny pięknoduch; 6r + st, V+, 12 m
2. Oszołomiony oszołom; 6r + st, V, 12 m
3. Lewa rysa; V, 15 m
4. Kaszka z mleczkiem; 5r + st, VI+, 15 m
5. Prawa rysa; V, 15 m
6. Pieszczoty Gołoty; 5r + st, VI.1+, 15 m
7. Mysie pieszczoty; 6r + st, VI.1, 15 m
8. Mysiofobia; 5r + st, VI.1, 15 m
9. Szczuromania; 5r + st, VI+, 15 m
10. Do serca przytul psa; VI, 15 m

Niedźwiedź II
1. Martwica mózgu; 4r + st, VI.2, 15 m
2. Członek z marmuru; 5r + st, VI, 15 m[3].

Obok Lalki, Niedźwiedzia i Sfinksa biegnie Szlak Orlich Gniazd – jeden z głównych szlaków turystycznych Wyżyny Krakowsko-Częstochowskiej.